# Michael Erler (Regisseur)
Michael Erler (* 1951 in Dresden) ist ein deutscher Autor, Filmregisseur und Filmproduzent, der im Bereich der Fernsehreportage und des Dokumentarfilms tätig ist.

## Leben
Michael Erler erwarb 1969 an der EOS „Paul Oestreich“ in Berlin-Weißensee die Hochschulreife. Von 1976 bis 1980 studierte er an der Hochschule für Film und Fernsehen der DDR in Potsdam-Babelsberg Regie, sein Diplomfilm aus dem Jahr 1980 hieß Die Wettiner. Nach der deutschen Wiedervereinigung deckte er in den 1990er und 2000er Jahren in zahlreichen, 30- bis 60-minütigen, überwiegend bei den öffentlich-rechtlichen Sendeanstalten NDR, MDR, Arte und ARD ausgestrahlten Dokumentationen den Informationsbedarf über bis dahin kaum journalistisch bearbeitete Unglücke und Katastrophen aus der DDR-Zeit oder unter Geheimhaltung errichtete Regierungs- und Stasi-Baulichkeiten auf dem Gebiet der ehemaligen DDR für das gesamtdeutsche Publikum.
Michael Erler betreibt mit seiner Ehefrau, der Regieassistentin Petra Erler (* 1960 in Staaken), in Berlin-Prenzlauer Berg die Michael Erler Filmproduktion.

## Fernsehreportagen und Dokumentationen (Auswahl)
- Der Koloss von Rügen – Geschichte des KdF-Seebades Prora, NDR/ARD 1992
- Rote Traumschiffe – Geschichte der DDR-Urlauberflotte, NDR/ARD 1993
- Glitzernde Diamanten und rostige Schienen (Film über die Diamanteisenbahn in der ehemaligen Kolonie Deutsch-Südwestafrika), 1994
- Edler Wein von Saale und Unstrut, MDR 1998
- Vergessene Katastrophen – Auf Leben und Tod: Messejet 1107, MDR/ARD 1999
- Die großen Kriminalfälle – Der Fall Hagedorn, MDR/ARD 2000
- Waldfabrik Finnland, ARTE 2000
- Die Ulbricht-Attentäter von Steinbach, MDR 2001
- DDR Geheim: Die Schattenreiche der Genossen, MDR 2004
- Protokoll einer Katastrophe (Doku über den Untergang des Motortankers Böhlen), MDR/ARD/ARTE 2005
- DDR Geheim: Die Schattenreiche der Roten Armee, MDR 2005
- Dem Himmel näher (Wiederaufbau der Dresdener Frauenkirche), MDR/ARD/ARTE 2005
- DDR Geheim: Das Raketeninferno von Dannenwalde, MDR 2007
- Spurensuche in Ruinen: Malimo aus Wolkenburg, MDR 2007[6]
- DDR Geheim: Der Braunkohlewahn, MDR 2009
- Gottes geheimnisvolle Krieger (Film über die Tempelritter), MDR 2010
- Gesundheit DDR! (Geschichte des DDR-Gesundheitswesen), MDR/NDR 2011
- Mitteldeutsche Wahrzeichen – Das Geheimnis des Völkerschlachtdenkmals, MDR 2011
- Geheimnisvolle Orte – Honeckers Regierungsbunker, MDR/ARD 2012
- Der Osten – Das Olympische Dorf 1936, MDR 2013
- Der Osten – Der vergessene Ostwall, MDR 2013
- Lebensretter – Der Untergang der Jan Heweliusz, MDR 2015
- Der Osten – Eisenhüttenstadt, MDR 2015
- Lebensretter – Urlaub in der DDR (Film über den Eisenbahnunfall von Lebus),[7] MDR 2016
- Der Osten – Oranienbaum, MDR 2016
- Exakt – So leben wir, Wir sind 18 Millionen, WDR, MDR 2017
- Unsere köstliche Heimat – Gebratene Tauben, MDR 2017
- Der Osten – Die Bleilochtalsperre, MDR 2017
- Unsere köstliche Heimat – Fürst Pückler Eis und Pellkartoffeln & Quark mit Leinöl, MDR 2017
- Die letzte Regierung der DDR, MDR 2018
- Unsere köstliche Heimat – Die Dresdner Eierschecke MDR 2018
- Lebensretter – Schießerei unter den Linden, MDR 2019
- Lebensretter – Der Fall Rudi Arnstadt, MDR 2019
- Das Ende der NVA. Wie die Bundeswehr die DDR-Volksarmee übernahm, MDR 2020

Quelle: